# Solidago virgaurea
La verga d'oro comune (Solidago virgaurea L., 1753) è una specie di pianta angiosperma dicotiledone della famiglia delle Asteraceae (sottofamiglia Asteroideae, tribù Astereae (North American lineage) e sottotribù Solidagininae).

## Etimologia
L'etimologia del nome generico (Solidago) è controversa, ma in ogni caso fa riferimento alle proprietà medicamentose di varie specie di questo genere, e potrebbe derivare dal latino solido il cui significato è “consolidare, rinforzare” e quindi anche “guarire del tutto”. L'epiteto specifico (virgaurea = ramoscello d'oro) si riferisce all'altro nome spesso usato per questa specie (verga d'oro) derivato dalla sua vistosa infiorescenza. "Virga" in latino significa, "ramo o germoglio".
Il binomio scientifico attualmente accettato (Solidago virgaurea) è stato proposto da Carl von Linné (1707–1778) biologo e scrittore svedese, considerato il padre della moderna classificazione scientifica degli organismi viventi, nella pubblicazione Species Plantarum del 1753.

## Descrizione

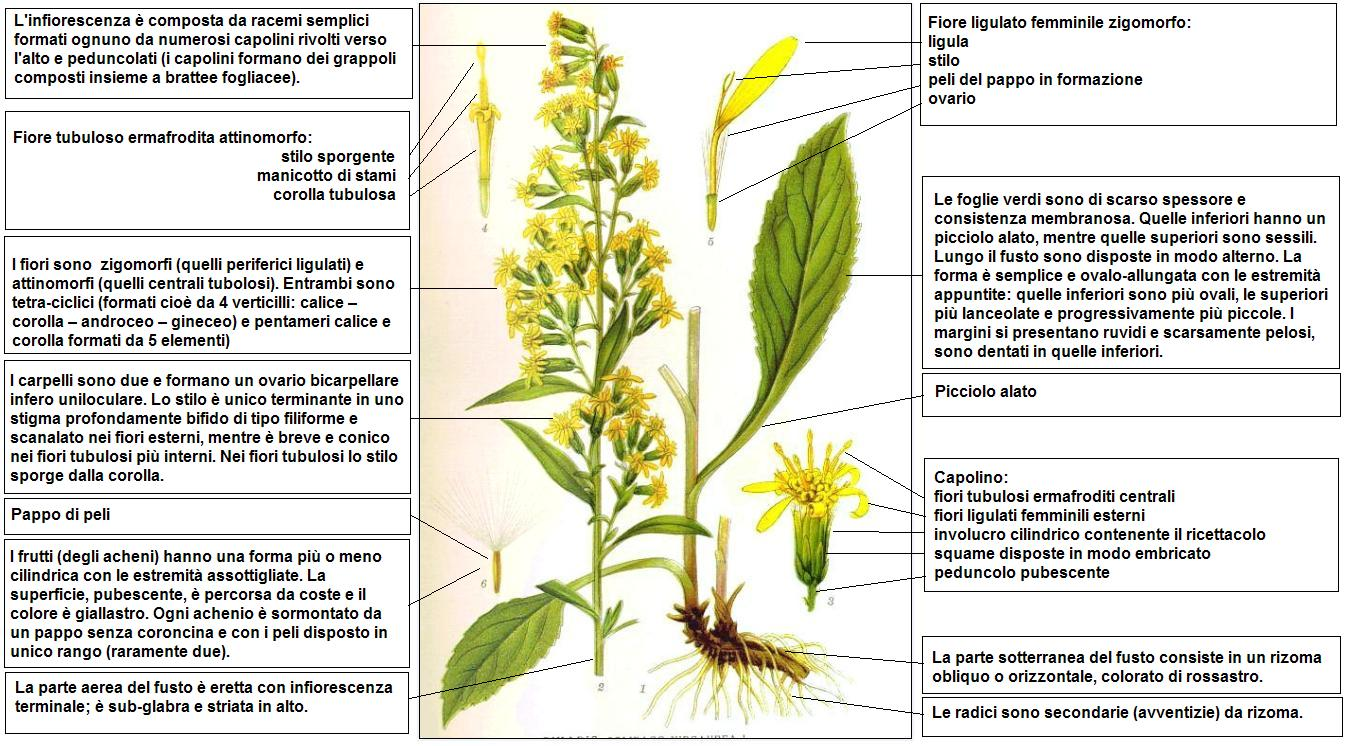
Descrizione delle parti della pianta

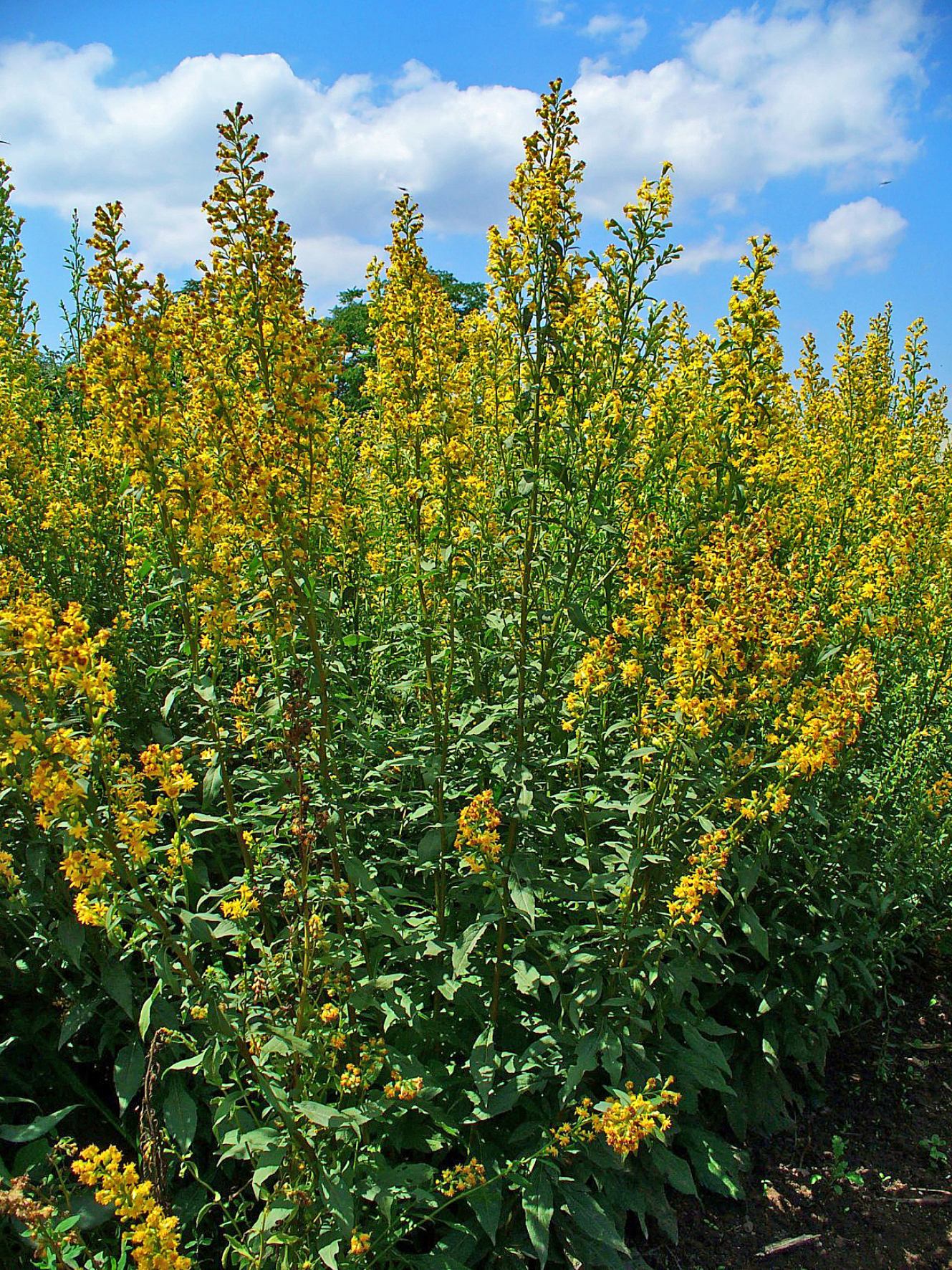
Il portamento

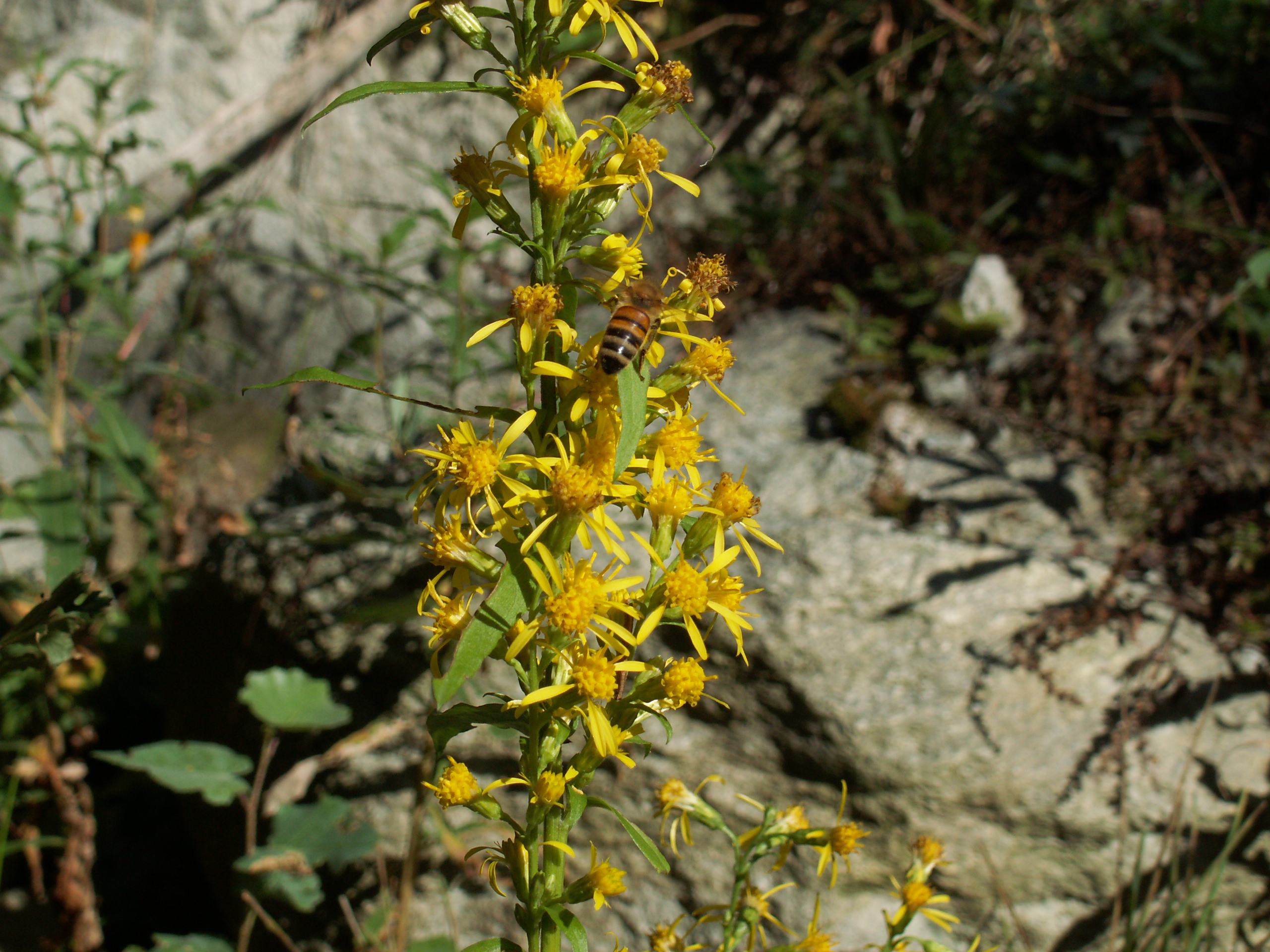
Infiorescenza

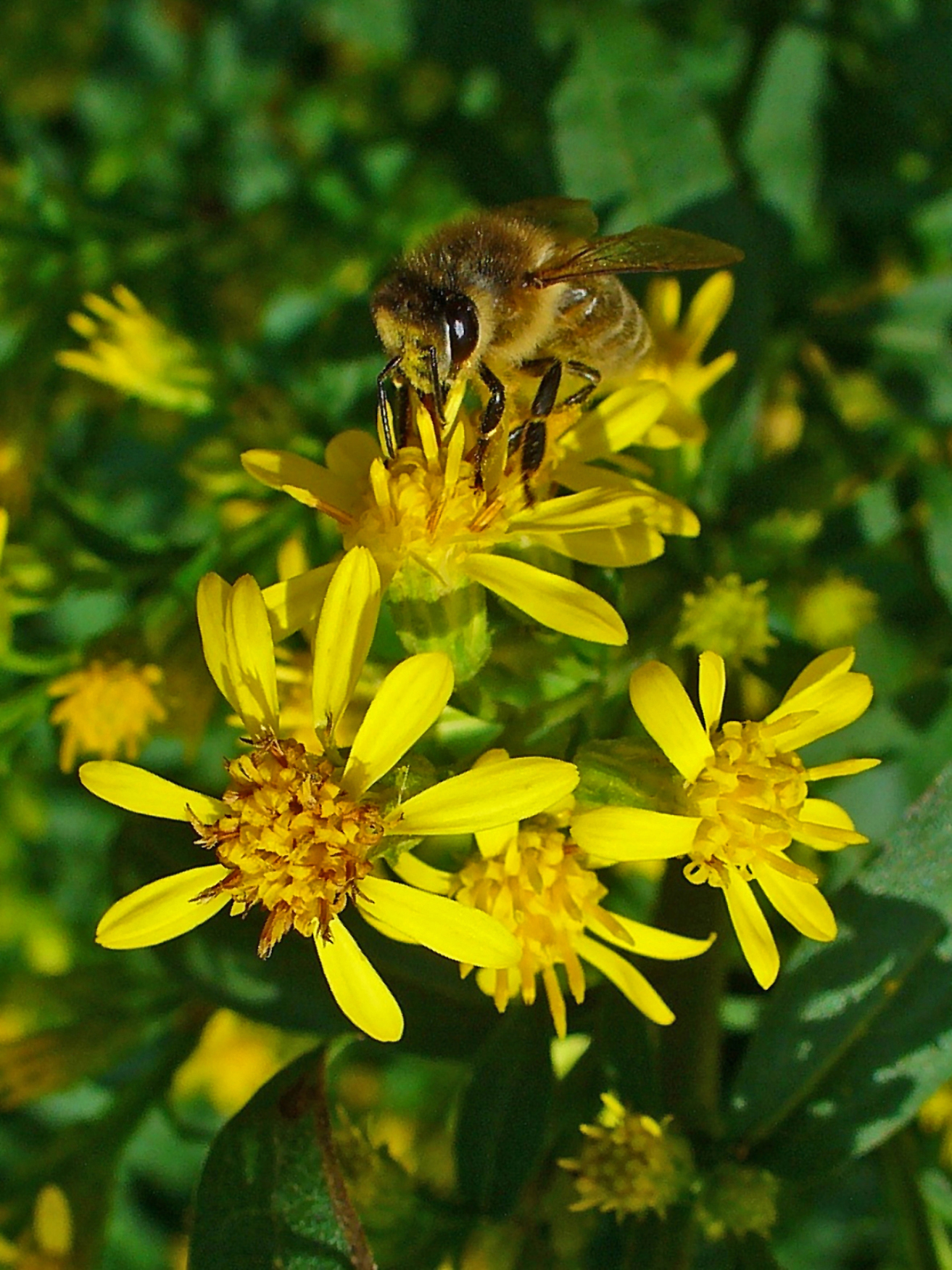
I fiori

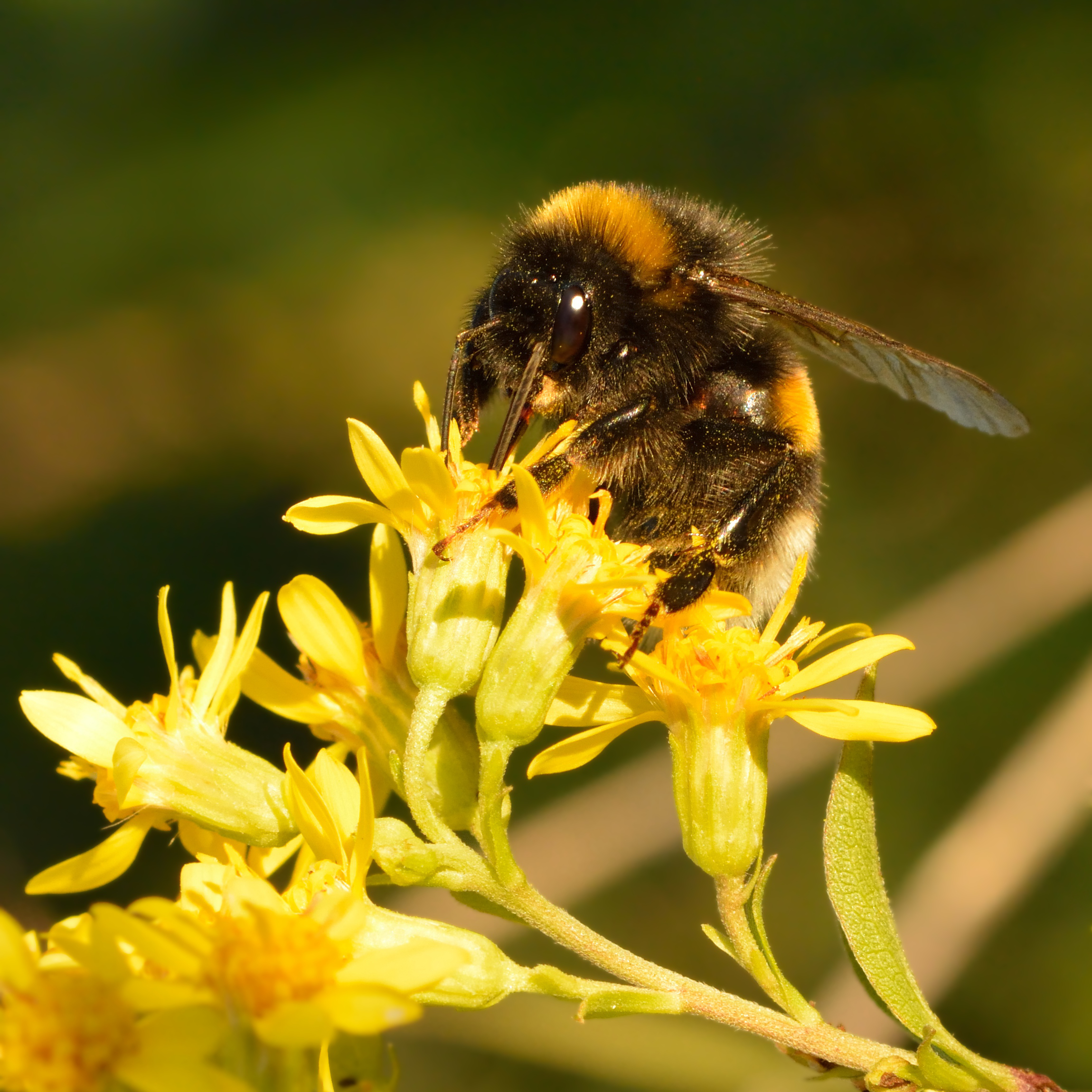
Impollinazione

Portamento. La specie di questa voce ha un habitus di tipo erbaceo perenne. La forma biologica prevalente è emicriptofita scaposa (H scap), ossia sono piante erbacee perenni con gemme svernanti al livello del suolo e protette dalla lettiera o dalla neve e dotate di un asse fiorale più o meno eretto.
Radici. Le radici sono secondarie (avventizie) da rizoma.
Fusto. Altezza media: 1 - 8 dm.
- Parte ipogea: la parte sotterranea del fusto consiste in un rizoma obliquo o orizzontale; è colorato di rossastro.
- Parte epigea: la parte aerea del fusto è eretta con infiorescenza terminale; è sub-glabra e striata in alto.

Foglie. Le foglie di colore verde sono di scarso spessore e consistenza membranosa. Quelle inferiori hanno un picciolo alato, mentre quelle superiori sono sessili. Lungo il fusto sono disposte in modo alterno. La forma è semplice e ovale-allungata con le estremità appuntite: quelle inferiori sono più ovali, le superiori più lanceolate e progressivamente più piccole. I margini si presentano ruvidi e scarsamente pelosi, sono dentati in quelle inferiori. Lunghezza del picciolo: 5–8 cm. Dimensione della lamina: larghezza 2–3 cm; lunghezza 7–9 cm. Le foglie delle rosette sterili sono più grandi (8×15 cm).
Infiorescenza. Le sinflorescenze sono composte da racemi semplici formati ognuno da numerosi capolini rivolti verso l'alto (i capolini formano dei grappoli composti insieme a brattee fogliacee). Le infiorescenze vere e proprie sono composte da un capolino terminale peduncolato di tipo radiato. I peduncoli sono pubescenti. I capolini sono formati da un involucro, con forme da cilindriche a campanulate o turbinate, composto da diverse brattee, al cui interno un ricettacolo fa da base ai fiori di due tipi: fiori del raggio e fiori del disco. Le brattee, con forme più o meno lanceolate, diseguali fra di loro, a consistenza fogliacea, con margini membranosi, con superficie glabra, pelosa o ghiandolosa, sono disposte in modo più o meno embricato e scalato su 3 - 4 serie. Il ricettacolo è nudo ossia senza pagliette a protezione della base dei fiori; la forma è convessa. Lunghezza dei peduncoli: 1–3 mm. Dimensione dei capolini (completamente aperti): 8–15 mm. Dimensione delle brattee: 6–8 mm.
Fiori.  I fiori sono tetra-ciclici (formati cioè da 4 verticilli: calice – corolla – androceo – gineceo) e pentameri (calice e corolla formati da 5 elementi). Si distinguono in:
- fiori del raggio (esterni): sono femminili e sono disposti su una serie; la forma è ligulata (zigomorfa);
- fiori del disco (centrali): sono più numerosi con forme brevemente tubulose (attinomorfe); sono ermafroditi.

- Formula fiorale:

*/x K {\displaystyle \infty }, [C (5), A (5)], G 2 (infero), achenio
- Calice: i sepali del calice sono ridotti ad una coroncina di squame.

- Corolla: 
  - fiori del raggio: la forma della corolla alla base è più o meno tubulosa-imbutiforme, mentre all'apice è ligulata (la ligula è molto allargata) e può terminare con alcuni denti; i colori delle corolle sono gialli; i fiori ligulati sono lunghi 10–16 mm (la lunghezza della ligula è di 5–10 mm);
  - fiori del disco: la forma è tubulare bruscamente divaricata in 5 lobi; i lobi, patenti o eretti, hanno una forma più o meno lanceolata; il colore è giallo o giallastro; i fiori tubulosi sono lunghi 7–9 mm.

- Androceo: l'androceo è formato da 5 stami sorretti da filamenti generalmente liberi; gli stami sono connati e formano un manicotto circondante lo stilo; le teche (produttrici del polline) alla base sono troncate e sono lievemente auricolate (molto raramente sono speronate o hanno una coda); le appendici apicali delle antere hanno delle forme piatte e lanceolate; il tessuto endoteciale (rivestimento interno dell'antera) è quasi sempre polarizzato (con due superfici distinte: una verso l'esterno e una verso l'interno). Il polline è sferico con un diametro medio di circa 25 micron;  è tricolporato (con tre aperture sia di tipo a fessura che tipo isodiametrica o poro) ed è echinato (con punte sporgenti).[10][14]

- Gineceo: l'ovario è infero uniloculare formato da 2 carpelli.[6] Lo stilo (il recettore del polline) è profondamente bifido (con due stigmi divergenti) e con le linee stigmatiche marginali separate.[15] I due bracci dello stilo hanno una forma più o meno lanceolata, acuta o ottusa e possono essere papillosi o ricoperti da ciuffi di peli. Lo stilo è di tipo filiforme e scanalato nei fiori esterni, mentre è breve e conico nei fiori tubulosi più interni. Nei fiori di tipo tubuloso lo stilo sporge dalla corolla.

- Antesi:  da luglio a ottobre.

Frutti. I frutti sono degli acheni con pappo; 
- achenio: gli acheni (giallastri), con forme affusolate, da strettamente obconiche a cilindriche, a volte alquanto compresse, con le estremità assottigliate e superficie glabra o strigosa, hanno 5 - 10 nervature longitudinali; dimensione dell'achenio: 3 mm;
- pappo: il pappo è formato da una serie di setole barbate persistenti (raramente le serie sono due).

## Biologia
Impollinazione: tramite insetti (impollinazione entomogama tramite farfalle diurne e notturne).

Riproduzione: la fecondazione avviene fondamentalmente tramite l'impollinazione dei fiori.

Dispersione: i semi cadono a terra e vengono dispersi soprattutto da insetti come formiche (disseminazione mirmecoria). Un altro tipo di dispersione è zoocoria: gli uncini delle brattee dell'involucro (se presenti) si agganciano ai peli degli animali di passaggio che portano così i semi anche su lunghe distanze. Inoltre per merito del pappo il vento può trasportare i semi anche per alcuni chilometri (disseminazione anemocora).
Se la stazione della pianta è situata in un bosco deciduo e ombroso è facile che rimanga in una specie di letargo producendo al più alcune foglie basali; ma non appena il bosco si schiarisce (o viene tagliato) la pianta prende nuovo vigore e incomincia subito a produrre dei fusti fioriferi.

## Sistematica
La famiglia di appartenenza di questa voce (Asteraceae o Compositae, nomen conservandum) probabilmente originaria del Sud America, è la più numerosa del mondo vegetale, comprende oltre 23.000 specie distribuite su 1.535 generi, oppure 22.750 specie e 1.530 generi secondo altre fonti (una delle checklist più aggiornata elenca fino a 1.679 generi). La famiglia attualmente (2021) è divisa in 16 sottofamiglie; la sottofamiglia Asteroideae è una di queste e rappresenta l'evoluzione più recente di tutta la famiglia.
Il genere (essendo abbastanza numeroso) è suddiviso in varie sezioni. La specie di questa voce, tradizionalmente è inserita dal botanico toscano Adriano Fiori, nella sezione DORIA con riferimento all'infiorescenza formata da rami eretti e capolini più grandi.

### Filogenesi
La tribù Astereae (una delle 21 tribù della sottofamiglia Asteroideae) comprende circa 40 sottotribù. In base alle ultime ricerche nella tribù sono stati individuati (provvisoriamente) 5 principali lignaggi. Il genere  Solidago (insieme alla sottotribù Solidagininae ) è incluso nel lignaggio "North American lineage". La sottotribù attualmente è divisa in 6 gruppi informali. Il genere di questa voce appartiene al "Solidago group".
Recenti studi di tipo filogenetico propongono una suddivisione del genere in quattro sottogeneri e varie sezioni e serie. La specie di questa voce ha la seguente collocazione tassonomica:
- Solidago subg. Solidago (le sinflorescenze sono racemiformi o panicolate.).
  - Solidago sect. Solidago (le foglie basali e inferiori del fusto sono picciolate; i capolini sono generalmente grandi; le brattee hanno delle forme lanceolate e l'apice solitamente si restringe fino a formare una punta rotonda.)
    - Solidago ser. Solidago (gli involucri sono talvolta grandi; l'ovario e gli acheni variano da glabri a densamente sericei; questo gruppo è originario dell'Eurasia)

I caratteri distintivi della specie  Solidago virgaurea sono:
- le sinflorescenze sono formate da una pannocchia lineare (o racemo);
- i capolini sono lunghi 7 - 10 mm e orientati in ogni direzione;
- le foglie cauline hanno un apice acuminato e sono acutissime.

Il numero cromosomico di S. virgaurea è: 2n = 18

### Variabilità e sottospecie
Viene considerata una specie molto variabile e polimorfa. I caratteri soggetti a variabilità sono soprattutto l'altezza, la lunghezza dell'infiorescenza e il numero dei capolini, le dimensioni dell'involucro e diametro del ricettacolo. Questa pianta, spostandosi ad altitudini sempre maggiori, modifica facilmente il proprio habitus; a questo riguardo si possono distinguere tre forme tipiche: (1) quella del piano, (2) quelle delle altitudini maggiori e (3) una forma intermedia per stazioni montane comprese fra i 700–1500 m s.l.m.. Le varietà di tipo (2) in genere hanno dimensioni ridotte; se i capolini sono piccoli sono riferite alla sottospecie virgaurea, viceversa se i capolini sono grandi allora ci si riferisce alla sottospecie minuta.
In Italia allo stato spontaneo sono presenti due sottospecie qui di seguito descritte.

#### Sottospecievirgaurea

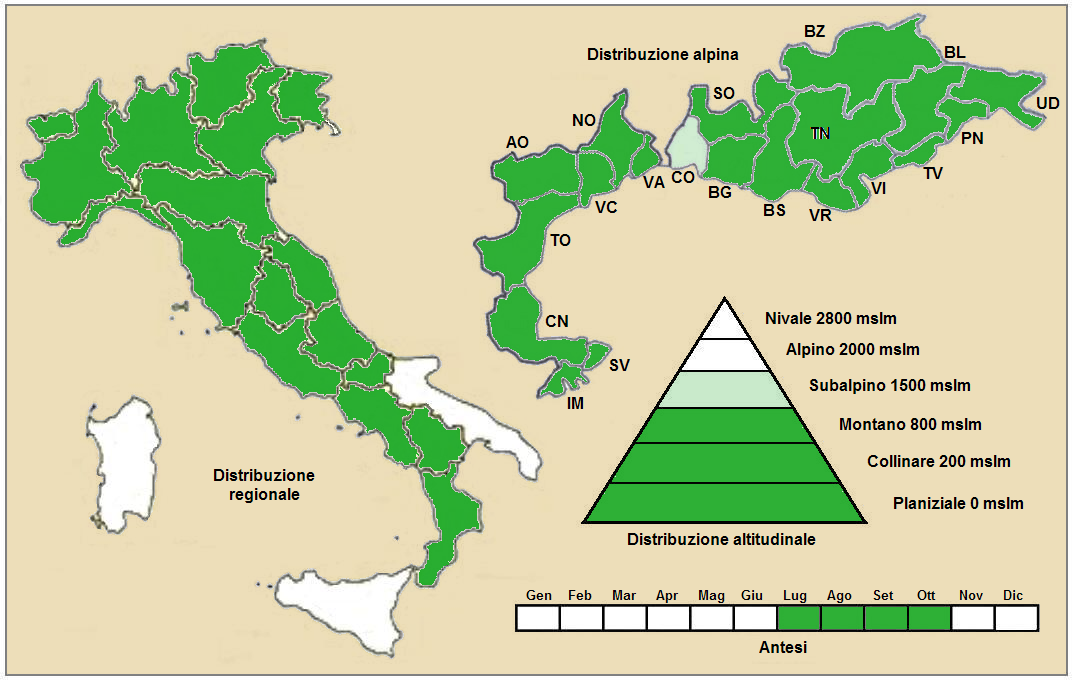
Distribuzione della pianta (Distribuzione regionale – Distribuzione alpina)

- Nome scientifico: Solidago virgaurea L. subsp. virgaurea
- Sinonimo: Solidago virgaurea subsp. vulgaris
- Nome comune: Verga d'oro comune
- Descrizione: sono piante più alte (20–80 cm). Le foglie cauline terminano con un apice molto acuto, sono sub-glabre e hanno una forma strettamente lanceolata (4–8 volte più lunga che larga); il margine delle foglie è percorso da denti profondi e irregolari. L'infiorescenza è formata da numerosi capolini, ma distanziati (a volte il racemo è interrotto). Diametro dei capolini: 12–20 mm. Dimensioni dell'involucro: larghezza 2,5–4 mm; lunghezza 6,5–8 mm. Il diametro del ricettacolo  (privato dei fiori) è di 2,0–2,2 mm. I fiori ligulati sono lunghi 5–9 mm; quelli tubulosi 11–15 mm.
- Geoelemento: il tipo corologico (area di origine) è eurosiberiano-nordamericano.
- Distribuzione: in Italia è presente in tutte le regioni ad esclusione della Puglia delle isole. Sull'arco alpino è ovunque presente sia nella parte italiana che oltreconfine. Sugli altri rilievi europei manca nelle Alpi Dinariche e nei monti Balcani. Fuori dall'Europa è presente in Africa del Nord e in Asia temperata.
- Habitat: l'habitat tipico per queste piante sono le radure boschive di latifoglie e conifere (sottobosco umido e fresco), i pascoli, le zone a detriti ghiaiosi o rocciosi. Il substrato preferito è sia calcareo che siliceo con pH neutro, medi valori nutrizionali del terreno che deve essere mediamente umido.
- Distribuzione altitudinale: sui rilievi queste piante si possono trovare fino a 2000 m s.l.m.; frequentano quindi i seguenti piani vegetazionali: collinare, montano e in parte subalpino (oltre a quello planiziale – a livello del mare).
- Fitosociologia.
  - Dal punto di vista fitosociologico alpino la specie di questa voce appartiene alla seguente comunità vegetale:[25]

Formazione: delle comunità forestali
Classe: Carpino-Fagetea sylvaticae
- Per l'areale completo italiano la sottospecie virgaurea appartiene alla seguente comunità vegetale:

Macrotipologia:  vegetazione forestale e preforestale.
Classe: Querco roboris-fagetea Sylvaticae Br.-Bl. & Vlieger in Vlieger, 1937
Ordine: Quercetalia roboris Tüxen, 1931
Alleanza: Quercion roboris Malcuit, 1929
Descrizione. L'alleanza Quercion roboris è relativa alle comunità di tipo forestale, sia del piano che delle colline, rappresentate da rovereti, castagneti, betuleti e pino-querceti. In queste comunità sono presenti climi oceanici con precipitazioni comprese tra 800 e 1500 mm annui. I suoli sono ricchi, profondi e acidi, e ospitano in genere specie oceaniche. La distribuzione è prevalentemente atlantica e centro-europea, ma queste cenosi sono presenti anche nell’Italia settentrionale.

Specie presenti nell'associazione: Quercus robur, Quercus petraea, Sorbus aucuparia, Anthoxanthum odoratum, Betula pendula, Calluna vulgaris, Corydalis claviculata, Cytisus scoparius, Hieracium laevigatum, Melampyrum pratense, Polypodium vulgare, Teucrium scorodonia, Betula pubescens, Convallaria majalis, Euphorbia cyparissias, Frangula alnus, Molinia caerulea, Pleurozium schreberi e Solidago virgaurea.
Altre alleanze e associazioni per questa specie sono:
- Aremonio agrimonioidis-Fagion sylvaticae
- Cardamino kitaibelii-Fagenion sylvaticae
- Lathyro veneti-Fagenion sylvaticae
- Erythronio dens-canis-Quercion petraeae

#### Sottospecieminuta

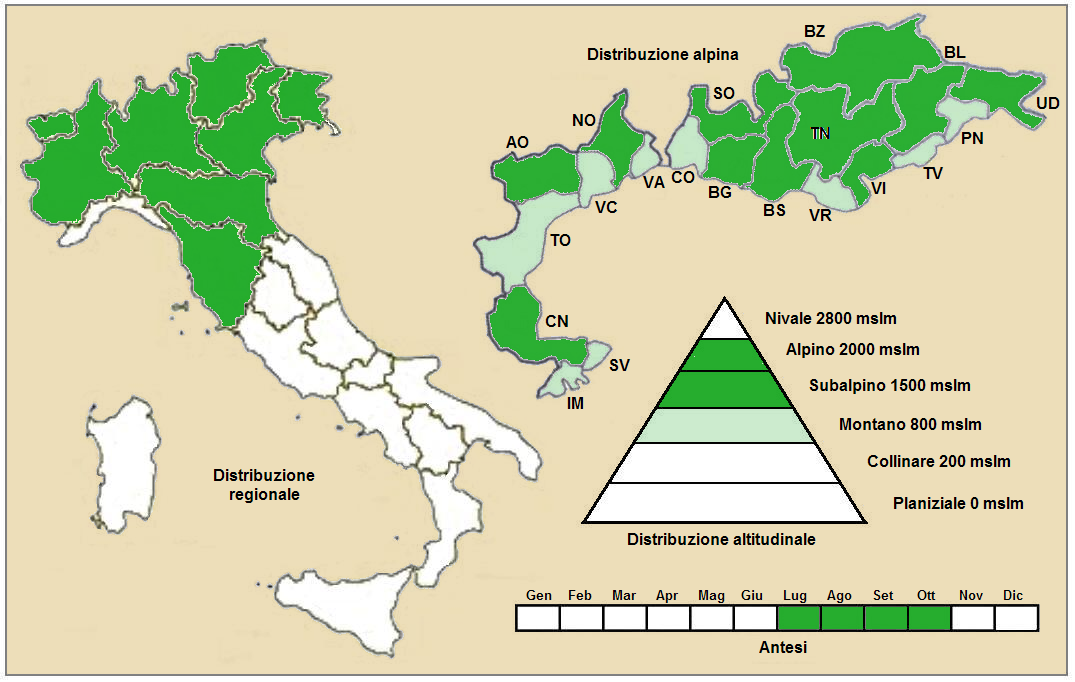
Distribuzione della pianta (Distribuzione regionale – Distribuzione alpina)

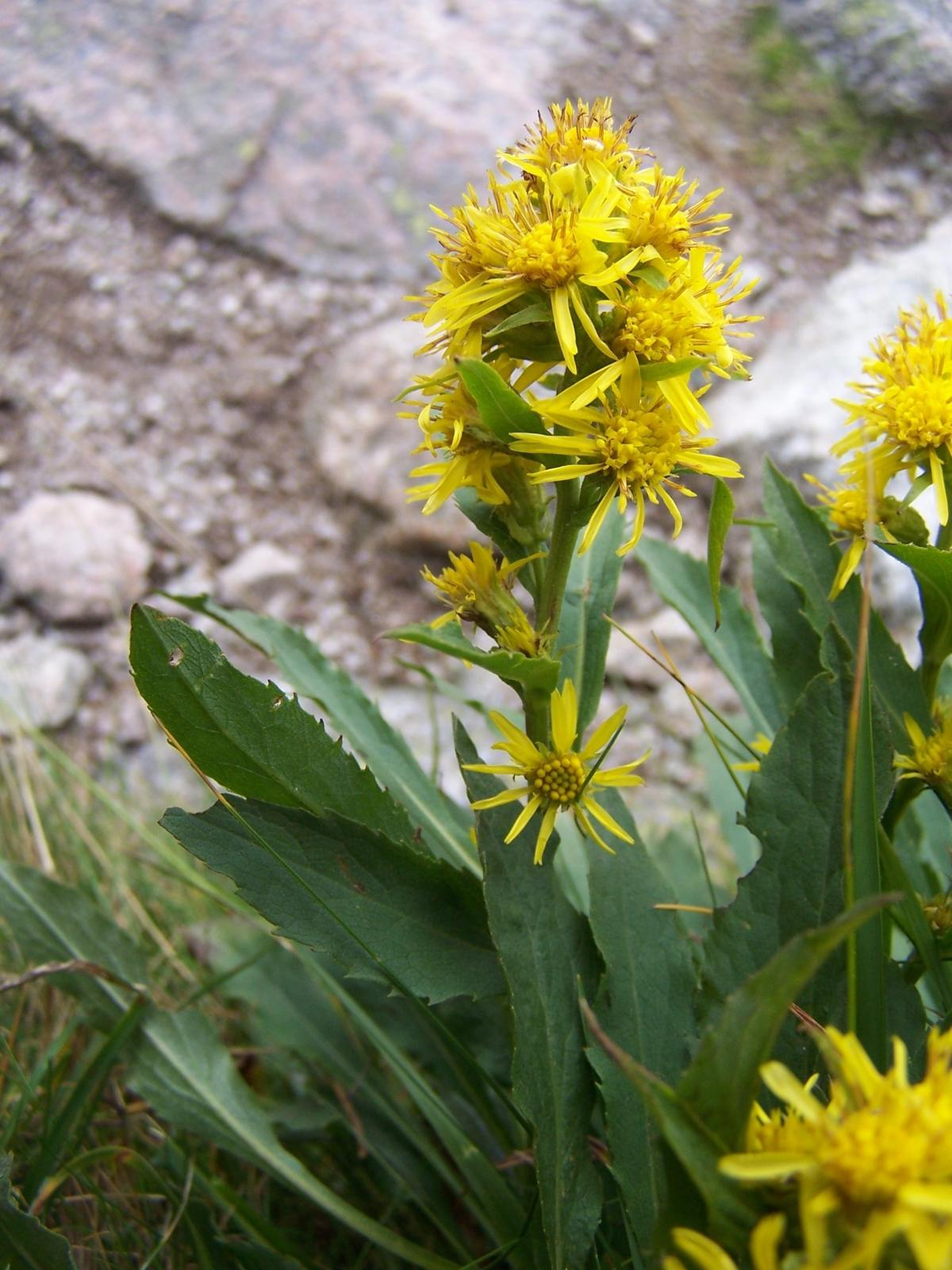
Solidago virgaurea subsp. minuta

- Nome scientifico: Solidago virgaurea L. subsp. minuta (L.) Arcang.
- Basionimo: Solidago minuta L. (1763).
- Sinonimo: nella Flora d'Italia di Sandro Pignatti[22] questa varietà viene indicata col seguente nome: Solidago virgaurea subsp. alpestris (W. & K.) Rchb. (altri sinonimi: var. pumila Willd. ; var. pygmaea Bertol.; var. monticola)
- Nome comune: Verga d'oro alpestre
- Descrizione: sono piante più basse (5–40 cm). Le foglie cauline terminano con un apice molto acuto, sono sub-glabre e hanno una forma strettamente lanceolata (4–8 volte più lunga che larga); il margine delle foglie è percorso da denti profondi e irregolari. L'infiorescenza è composta da pochi capolini (3–10) disposti in modo discontinuo in racemi riccamente fogliosi (brattee fogliacee). Diametro dei capolini: 18–21 mm. Il diametro del ricettacolo (privato dei fiori) è di 2,6–4,2 mm. Dimensione dell'involucro: larghezza 3,5–5; lunghezza 7–9 mm. I fiori ligulati sono lunghi 5–15 mm; quelli tubulosi 16–28 mm.
- Geoelemento: il tipo corologico (area di origine) è Orofita Europeo.
- Distribuzione: è presente nelle Alpi e sugli altri rilievi europei ad esclusione delle Alpi Dinariche e nei monti Balcani.
- Habitat: l'habitat tipico per queste piante sono gli arbusteti nani e pascoli a substrato acidofilo (praterie rase alpine e subalpine). Il substrato preferito è sia calcareo che siliceo con pH acido, medi valori nutrizionali del terreno che deve essere mediamente umido.
- Distribuzione altitudinale: sui rilievi queste piante si possono trovare da 1800 a 2500 m s.l.m.; frequentano quindi i seguenti piani vegetazionali: subalpino e alpino.
- Fitosociologia: dal punto di vista fitosociologico alpino la specie di questa voce appartiene alla seguente comunità vegetale[25]:

Formazione: delle comunità delle praterie rase dei piani subalpino e alpino con dominanza di emicriptofite
Classe: Juncetea trifidi

#### Altre sottospecie
Per questa specie sono riconosciute le seguenti altre sottospecie (non presenti in Italia):
- Solidago virgaurea subsp. armena (Grossh.) Greuter, 2005 - Distrubuzione: Transcaucasia
- Solidago virgaurea subsp. caucasica  (Kem.-Nath.) Greuter, 2005 - Distrubuzione: Transcaucasia
- Solidago virgaurea subsp. centiflora  (Velen.) Velen., 1891 - Distrubuzione: Bulgaria
- Solidago virgaurea subsp. gigantea  (Nakai) Kitam., 1957 - Distrubuzione: Giappone
- Solidago virgaurea subsp. jailarum  (Juz.) Tzvelev, 1994 - Distrubuzione: Ucraina
- Solidago virgaurea subsp. kurilensis  (Juz.) Vorosch., 1985 - Distrubuzione: Curili
- Solidago virgaurea subsp. lapponica  (With.) Tzvelev, 1994 - Distrubuzione: Scandinavia e Siberia occidentale
- Solidago virgaurea subsp. pineticola  Sennikov, 2006 - Distrubuzione: Europa nord-orientale
- Solidago virgaurea subsp. rupicola  (Rouy) Lambinon, 1962 - Distrubuzione: Francia
- Solidago virgaurea subsp. talyschensis  (Tzvelev) Sennikov, 2006 - Distrubuzione: Transcaucasia
- Solidago virgaurea subsp. taurica  (Juz.) Tzvelev, 1994 - Distrubuzione: Europa orientale
- Solidago virgaurea subsp. turfosa  (Woronow ex Grossh.) Greuter, 2005 - Distrubuzione: Transcaucasia

### Sinonimi
Sono elencati alcuni sinonimi per questa entità:
- Solidago vulgaris Mill.

### Specie simili
In Italia allo stato spontaneo si trovano solamente due altre specie di Solidago oltre alla Verga d'oro comune. Si distinguono per i seguenti caratteri:
- Solidago gigantea Aiton: verga d'oro maggiore: l'infiorescenza è più aperta con capolini più piccoli e le foglie sono più dentellate.
- Solidago canadensis L.: verga d'oro del Canada: l'infiorescenza si presenta con dei rami più diritti con capolini più piccoli e le foglie sono meno dentellate.

## Usi

### Farmacia
- Sostanze presenti: inulina, saponina, resine varie, oli essenziali, tannino e mucillagine[28].
- Proprietà medicamentose: sono note le sue azioni diuretiche e antisettiche, e per questo suo utilizzo si prende o la pianta intera (con le foglie si può preparare un infuso) o il rizoma oppure i fiori. È consigliata nei casi di ritenzione idrica, nelle iperuricemie, e per agevolare l'espulsione del calcoli renali. Viene utilizzata anche per combattere la diarrea e nella terapia delle enteriti.

Altre proprietà medicamentose (secondo la medicina popolare):
- antielmintica (elimina svariati tipi di vermi o elminti parassiti);
- anticoagulante;
- antifungina (blocca la crescita degli organismi fungini);
- antinfiammatoria (attenua uno stato infiammatorio);
- astringente  (limita la secrezione dei liquidi);
- carminativa (favorisce la fuoriuscita dei gas intestinali);
- diaforetica (agevola la traspirazione cutanea);
- febbrifuga (abbassa la temperatura corporea);
- stimolante (rinvigorisce e attiva il sistema nervoso e vascolare).

### Giardinaggio
Sono piante che preferiscono i terreni "sciolti" e silicei; sono di facile coltivazione e riescono a decorare in breve tempo ampie zone.
Sono piante molto visitate dalle api che ne raccolgono abbondante nettare, e sono una risorsa molto importante, in quanto fioriscono a fine estate, quando le api non hanno a disposizione molte fioriture da cui poter produrre delle scorte per l'invernamento.